# Ad Moons
Adri (Ad) Moons (Harmelen, 12 juni 1917 - Aalst, 13 mei 2009) was een Nederlandse atleet, met als specialisatie de marathon. In 1950 werd hij in Rotterdam Nederlands marathonkampioen.

## Biografie
Moons werd in Harmelen (Utrecht) geboren in een boerengezin. In zijn jeugd deed hij onder andere mee aan een wedstrijd als veldloper. Tijdens de Tweede Wereldoorlog verbleef hij in Mönchengladbach, waar hij ging hardlopen op de lange afstand. Nadat hij bij terugkeer in Nederland was verhuisd naar Eindhoven, werd hij lid van atletiekclub PSV. In 1950 behaalde hij zijn grootste succes met het winnen van de nationale titel op de marathon in Rotterdam (zie videofragment). Als winnaar kreeg hij een gouden medaille en een dubbele atlas van Winkler Prins.
De marathon leverde hem te veel lichamelijke problemen op en daarom stapte hij over naar het schaatsen en wielrennen, wat hij tot hoge leeftijd bleef beoefenen. Op 86-jarige leeftijd reed hij nog de Donauroute met zijn dochter. In 1986 kreeg hij de sportpenning van de stad Eindhoven en op 16 juli 2005 het Unie-erekruis van de KNAU. Tevens was hij erelid van PSV Atletiek.
Moons overleed in zijn woonplaats Aalst in 2009 op 91-jarige leeftijd.

## Nederlandse kampioenschappen
| Onderdeel | Jaar |
| --------- | ---- |
| marathon  | 1950 |

## Palmares

### marathon
- 1950:  NK in Rotterdam - 2:58.12
- 1950: 16e EK in Brussel - 3:01.50
- 1951: 6e marathon van Wetzlar - 2:48.41
- 1951:  NK - 2:57.22
- 1955:  NK - 2:55.11

## Onderscheidingen
- Sportpenning van de stad Eindhoven - 1986
- Unie-erekruis van de KNAU - 2005